# Autumnsong
Autumnsong is de derde single van het album Send Away the Tigers van Manic Street Preachers. het behaalde de 1e positie in de Kink 40 van Kink FM.

## Tracks

### 2 Track cd-single
1. "Autumnsong" - 3:40
2. "Red Sleeping Beauty" (McCarthy cover) - 3:14

### Maxi cd-single
1. "Autumnsong" - 3:40
2. "The Long Goodbye" - 2.46 (met hoofdvocalen door Nicky Wire)
3. "Morning Comrades" - 3:12
4. "1404" - 2.27

### 7" Editie
1. "Autumnsong" - 3:40
2. "Vorticism |The Vorticists" - 3:18 (instrumentaal)

### Digitale Download
1. "Autumnsong" - 3:40
2. "La Tristesse Durera (Scream to a Sigh)" - Live - 3:54
3. "Autumnsong" (Akoestische Versie) - 3:43
4. "Autumnsong" (Live) - 3:42
5. "Autumnsong" (Video) - 3:38